# Gottigere
Gottigere är en ort i Indien.   Den ligger i distriktet Bangalore Urban och delstaten Karnataka, i den södra delen av landet, 1 800 km söder om huvudstaden New Delhi. Gottigere ligger 921 meter över havet och antalet invånare är 11 149.
Terrängen runt Gottigere är huvudsakligen platt, men åt sydväst är den kuperad. Runt Gottigere är det mycket tätbefolkat, med 1 266 invånare per kvadratkilometer. Närmaste större samhälle är Bangalore, 12,3 km norr om Gottigere. Omgivningarna runt Gottigere är en mosaik av jordbruksmark och naturlig växtlighet.